# Rocódromo

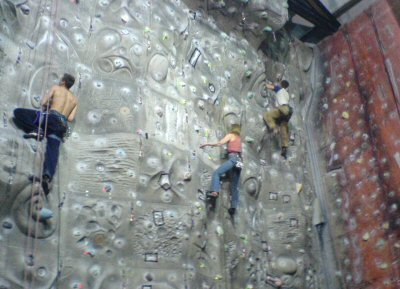
Rocódromo

Um rocódromo é uma instalação preparada especificamente para praticar a escalada com o objetivo de evitar o deslocamento à montanha. Está equipada com presas e seguros. Sua forma e tamanho podem ser livres ou estar condicionados pelo edifício onde se aloja.
Na União Européia a norma que regula a construção de rocódromos é a UNE EM 12572, é de obrigado cumprimento em toda a UE.

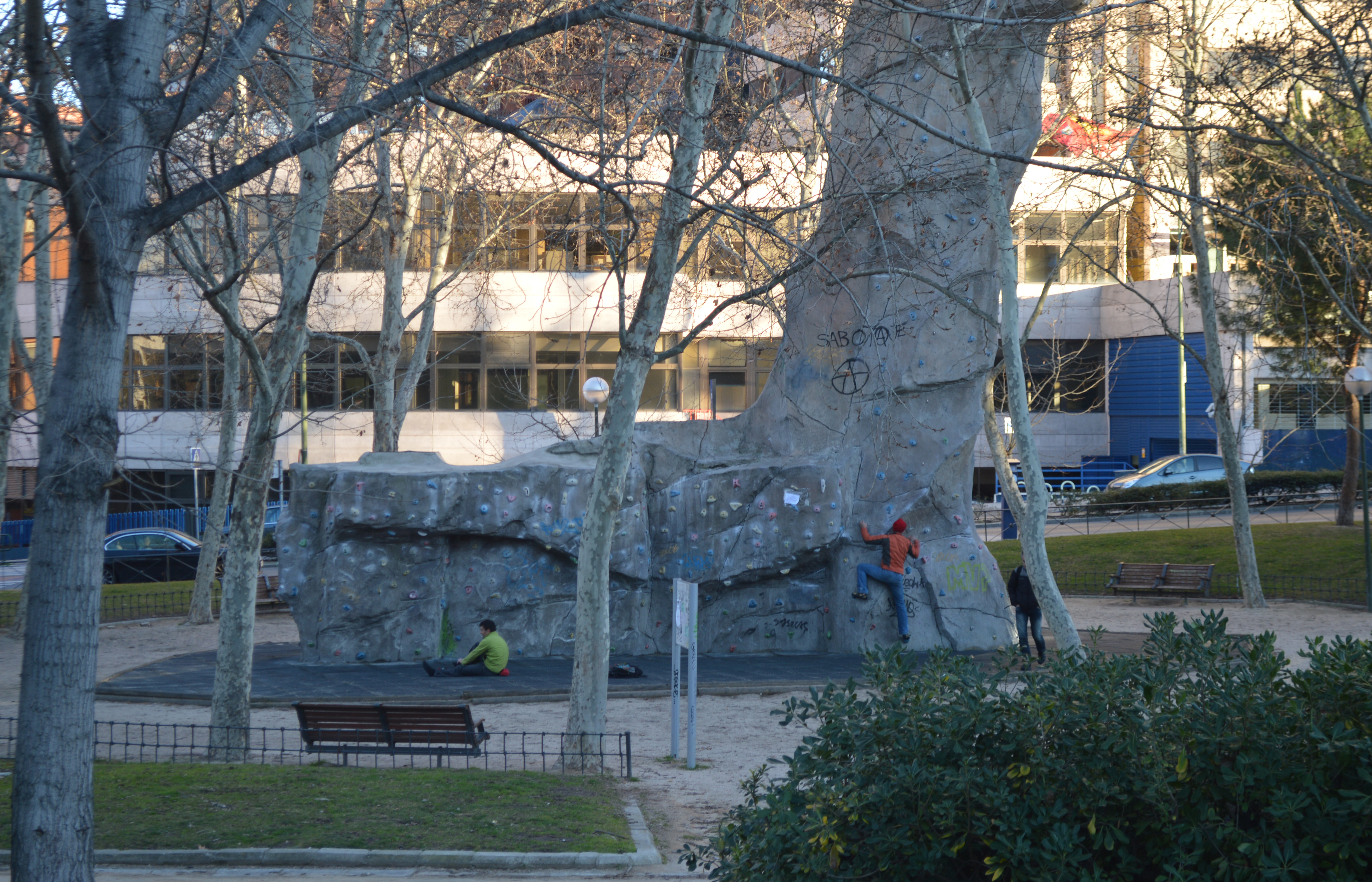
Rocódromo no Parque de Roma (Sainz de Baranda)

## Formas

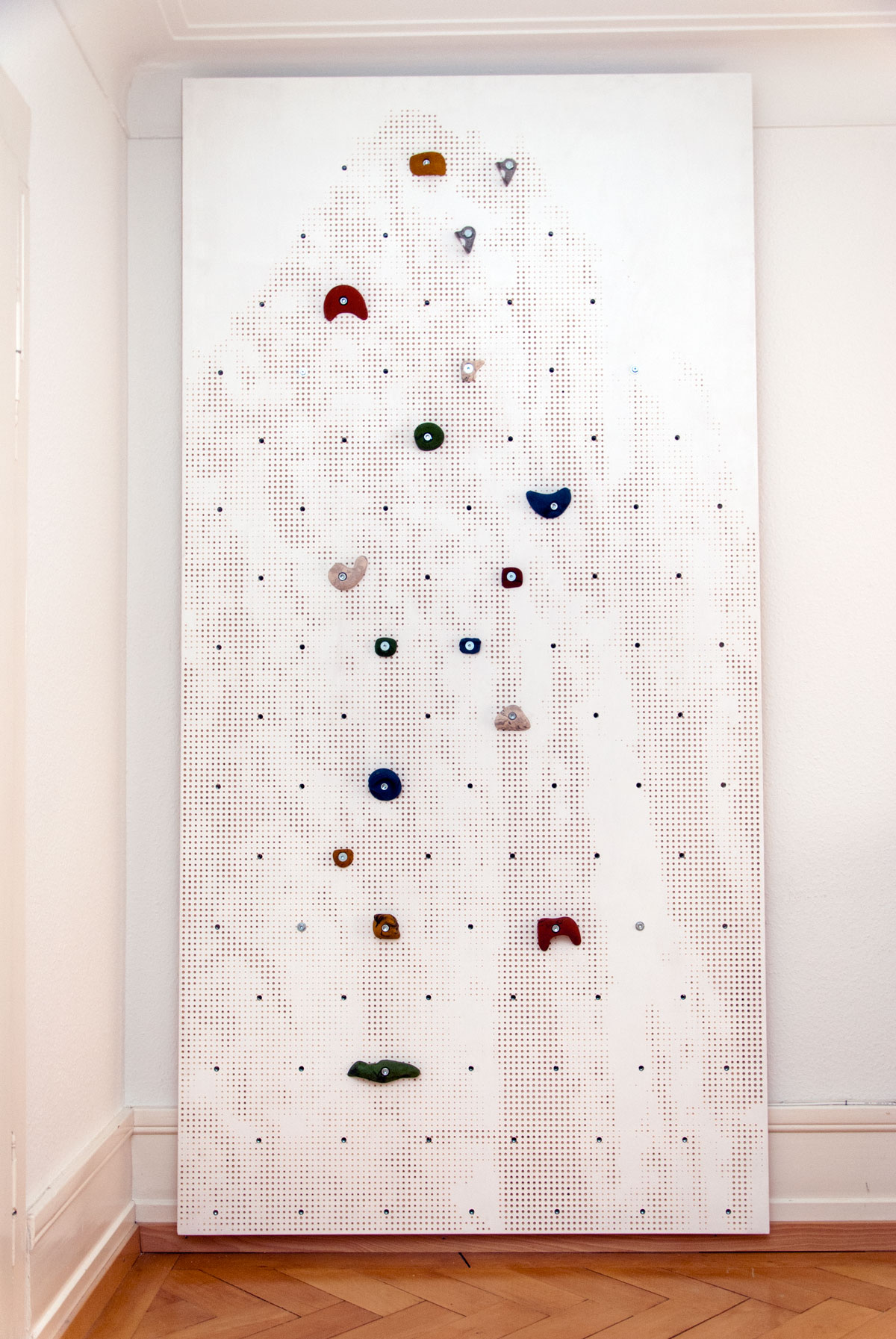
Rocódromo para crianças com imagem do cume do monte Fitz Roy

Os rocódromos podem estar construídos de múltiplas formas:
- Estrutura metálica + poliéster reforçado com fibra de vidro: Painéis de resina imitando em função do gosto estético da empresa à rocha, utilizam-se em exterior.
- Estrutura metálica e madeira: A madeira é normalmente laminada. Em ocasiões a madeira trata-se com resinas e áridos para dar uma textura mais aderente.
- Estrutura metálica e betão projectado

## Equipamento

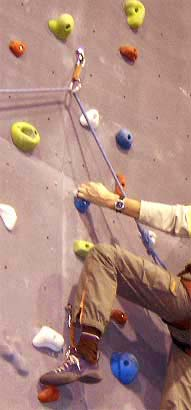
Presas e seguro

- Presas: Objetos de diferentes tamanhos, formas e cores, que simulam os agarres que se podem encontrar numa parede de montanha.[2] Fixam-se aos ferros do rocódromo com parafusos allen usualmente de medidas 8 ou superior e ademais pode-se variar sua posição a vontade, o que faz que mude sua forma de uso e que uma mesma presa ofereça multidão de possibilidades de dificuldade. Os materiais de fabricação podem ser desde resinas de poliéster, poliuretano ou epóxicas.

- Seguros: A posição dos seguros tem de seguir o disposto na norma européia, trata-se de plaquetas de aço inoxidável que se têm de ancorar mediante um parafuso na própria estrutura do rocódromo.

- Reuniões: As vias costumam dispor ao final da cada uma de uma garantia, formado usualmente por uma argola e um mosquetón soldado de aço com fechamento de arame.

## Rocódromos de competição
Conquanto nos inícios da escalada desportiva as competições celebravam-se em paredes naturais, cedo transladou-se de marco às mesmas e hoje todas as competições oficiais do calendário internacional, se celebram em rocódromos, os mesmos têm de cumprir os parâmetros determinados pelos organismos competentes.
Os parâmetros que regem como tem de ser um rocódromo de competição, estão em função de sua categoria:
- Competições Internacionais: IFSC (International Federation Sport Climbing).
- Competições Nacionais: FEDME (Federação Espanhola de Desportos de Montanha e Escalada).